# Brianna Fortino
Brianna Fortino (Gilroy, California; 4 de agosto de 1993) es una artista marcial mixta estadounidense que ha competido en la división de peso paja de la Ultimate Fighting Championship. Ha sido campeona de peso paja en Invicta Fighting Championships.

## Primeros años
Van Buren creció en la ciudad de Gilroy, en el estado de California, con su madre. Debido a los abusos sexuales domésticos de los que fue víctima en su adolescencia, se marchó del hogar a los 13 años. Acabó mudándose con su tío, el veterano de Strikeforce Anthony Figueroa, en cuyo gimnasio empezó a entrenar kickboxing, y más tarde aprendió otras disciplinas. Estudió y se graduó en el instituto Gilroy High School, donde jugó al fútbol y luchó en su segundo año.

## Carrera de artes marciales mixtas
Van Buren comenzó su carrera profesional de MMA en 2012 y luchó principalmente en California. Acumuló un récord de 3-1 antes de ser fichada por Invicta Fighting Championships.

### Invicta FC
Van Buren hizo su debut en Invicta FC el 27 de febrero de 2015, en Invicta FC 11: Cyborg vs. Tweet contra Amy Montenegro. Perdió la pelea por decisión unánime.
Van Buren luego se enfrentó a Jamie Moyle el 15 de diciembre de 2018, en Invicta FC 33: Frey vs. Grusander II. Moyle perdió el peso por nueve libras, pesando 125,1 libras y perdiendo el 25% de su bolsa a Van Buren. Ella ganó la pelea por decisión unánime.
El 3 de mayo de 2019, Van Buren compitió en el primer torneo de la Serie Phoenix. Un nuevo torneo de una noche para determinar un nuevo campeón de peso paja. En la ronda inicial, se enfrentó a Manjit Kolekar y ganó la pelea por sumisión mediante armbar en la primera ronda. En semifinales se enfrentó a Juliana Lima, a la que venció por decisión unánime. En la final, Van Buren se enfrentó a Kailin Curran. Sometió a Curran en el segundo asalto con un estrangulamiento por la espalda y se convirtió en la nueva campeona del peso paja de Invicta FC, título que dejaría vacante más tarde para fichar por la UFC.

### Ultimate Fighting Championship
En su debut en UFC, se enfrentó a Lívia Renata Souza, en sustitución de la lesionada Cynthia Calvillo, el 13 de julio de 2019, en UFC Fight Night: de Randamie vs. Ladd. Ganó por decisión unánime.
Van Buren se enfrentó a Tecia Torres el 20 de junio de 2020, en UFC on ESPN: Blaydes vs. Volkov. Perdió la pelea por decisión unánime.
Fortino estaba programada para enfrentarse a Jessica Penne el 16 de julio de 2022, en UFC on ABC 3. Sin embargo, Fortino se retiró a principios de junio por razones desconocidas y fue reemplazada por Emily Ducote.

## Vida personal
El apodo de Van Buren "Tha Bull" o "The Bull" fue acuñado por su abuelo cuando era joven, ya que solía correr con tanta actitud que su abuelo la llamaba "El Torito", "The baby bull" en español.
Brianna y su marido Lukas Fortino se casaron en octubre de 2020, y ella comenzó a usar oficialmente Fortino como apellido también en UFC. La pareja dio la bienvenida a su primer hijo Jackson en 2021.

## Récord en artes marciales mixtas
| Resultado | Récord | Oponente                | Método                      | Evento                                | Fecha                   | Ronda | Tiempo | Localización |
| --------- | ------ | ----------------------- | --------------------------- | ------------------------------------- | ----------------------- | ----- | ------ | ------------ |
| Derrota   | 9–3    | Tecia Torres            | Decisión (unánime)          | UFC on ESPN: Blaydes vs. Volkov       | 20 de junio de 2020     | 3     | 5:00   | Las Vegas    |
| Victoria  | 9–2    | Lívia Renata Souza      | Decisión (unánime)          | UFC Fight Night: de Randamie vs. Ladd | 13 de julio de 2019     | 3     | 5:00   | Sacramento   |
| Victoria  | 8–2    | Kailin Curran           | Sumisión (rear-naked choke) | Invicta FC - Phoenix Series 1         | 3 de mayo de 2019       | 2     | 3:49   | Kansas City  |
| Victoria  | 7–2    | Juliana Lima            | Decisión (unánime)          | Invicta FC - Phoenix Series 1         | 3 de mayo de 2019       | 1     | 5:00   | Kansas City  |
| Victoria  | 6–2    | Manjit Kolekar          | Sumisión (armbar)           | Invicta FC - Phoenix Series 1         | 3 de mayo de 2019       | 1     | 3:20   | Kansas City  |
| Victoria  | 5–2    | Jamie Moyle             | Decisión (unánime)          | Invicta FC 33: Frey vs. Grusander II  | 15 de diciembre de 2018 | 3     | 5:00   | Kansas City  |
| Victoria  | 4–2    | Angela Samaro           | Sumisión (rear-naked choke) | URCC 34                               | 15 de junio de 2018     | 1     | 2:37   | Richmond     |
| Derrota   | 3–2    | Amy Montenegro          | Decisión (unánime)          | Invicta FC 11: Cyborg vs. Tweet       | 27 de febrero de 2015   | 3     | 5:00   | Los Ángeles  |
| Victoria  | 3–1    | Katie Klimansky-Casimir | TKO (retiro)                | Rogue Fights 26                       | 12 de abril de 2014     | 1     | 5:00   | Redding      |
| Victoria  | 2–1    | Patricia Vidonic        | Decisión (unánime)          | Rogue Fights 25                       | 18 de enero de 2014     | 3     | 5:00   | Redding      |
| Derrota   | 1–1    | Stephanie Eggink        | Decisión (unánime)          | XFC 23                                | 19 de abril de 2013     | 3     | 5:00   | Louisville   |
| Victoria  | 1–0    | Charlene Gellner        | KO (puñetazo)               | Rogue Fights 20                       | 20 de octubre de 2012   | 1     | 2:37   | Redding      |